# Maryam Kazemi
Maryam Kazemi (* 11. Februar 1999) ist eine iranische Leichtathletin, die sich auf den Dreisprung spezialisiert hat.

## Sportliche Laufbahn
Erste internationale Erfahrungen sammelte Maryam Kazemi im Jahr 2024, als sie bei den Hallenasienmeisterschaften in Teheran mit einer Weite von 13,07 m den fünften Platz belegte. 
2023 wurde Kazemi iranische Meisterin im Dreisprung im Freien sowie 2024 in der Halle.